# Rushcliffe (circonscription britannique)

La circonscription dans le Nottinghamshire.

La circonscription de Rushcliffe est une circonscription électorale anglaise située dans le Nottinghamshire et représentée à la Chambre des communes du Parlement britannique.